# تیسیر خالد
تیسیر خالد (عربی: تيسير خالد؛ زاده: ۱۹۴۱) در نابلس، فلسطین به دنیا آمد. نام واقعی او محمد سعاده احمد محمود عوده می‌باشد، وی یک سیاستمدار فلسطینی است و عضو کمیته اجرایی سازمان آزادی فلسطین از بدو تأسیس در سال ۱۹۶۹ بوده‌است.

## فعالیت‌ها
تیسیر خالد از زمان تأسیس سازمان آزادی فلسطین در سال ۱۹۶۹ به جناح جبهه دموکرات پیوست. او مدرک کارشناسی ارشد خود را در اقتصاد و علوم سیاسی از دانشگاه «هیدلبرگ» در آلمان شرقی دریافت کرد.
او در سال ۱۹۹۱ به عنوان عضو کمیته اجرایی سازمان آزادی فلسطین تحت رهبری دفتر ملی دفاع از زمین و مقاومت انتخاب شد. وی در ۱۹۹۸ در حین رانندگی هنگام راهپیمایی جمعی که در اعتراض به حل و فصل موضوع روستای «عصیره القبلیه» شرکت کرده بود مجروح شد. او در اوایل سال ۲۰۰۳ توسط نیروهای اشغالگر اسرائیلی دستگیر شد و در ماه ژوئن همان سال آزاد شد.
در سال ۲۰۰۵، وی خودش را دردوره دوم به عنوان رئیس دولت فلسطین کاندید کرد.
در سال ۱۹۹۶ میلادی، ۳٫۳۵٪ آرا کسب کرد.

## آثار
- زمین و کار در تاریخ کار و جنبش اتحادیه کارگری فلسطین
- انباشت سرمایه در برنامه‌های توسعه در اردن
- خیزش فلسطین ۱۹۸۷
- توسعه بخش کشاورزی در اردن تحت برنامه‌های توسعه
- نوشته‌های دیگر در مجموعه‌ای از آثار جبهه دموکرات منتشر شده
- مجموعه‌ای از مقالات قابل دسترس از طریق دفتر ملی دفاع از زمین و مقاومت